# 日本聖公会弘前昇天教会教会堂

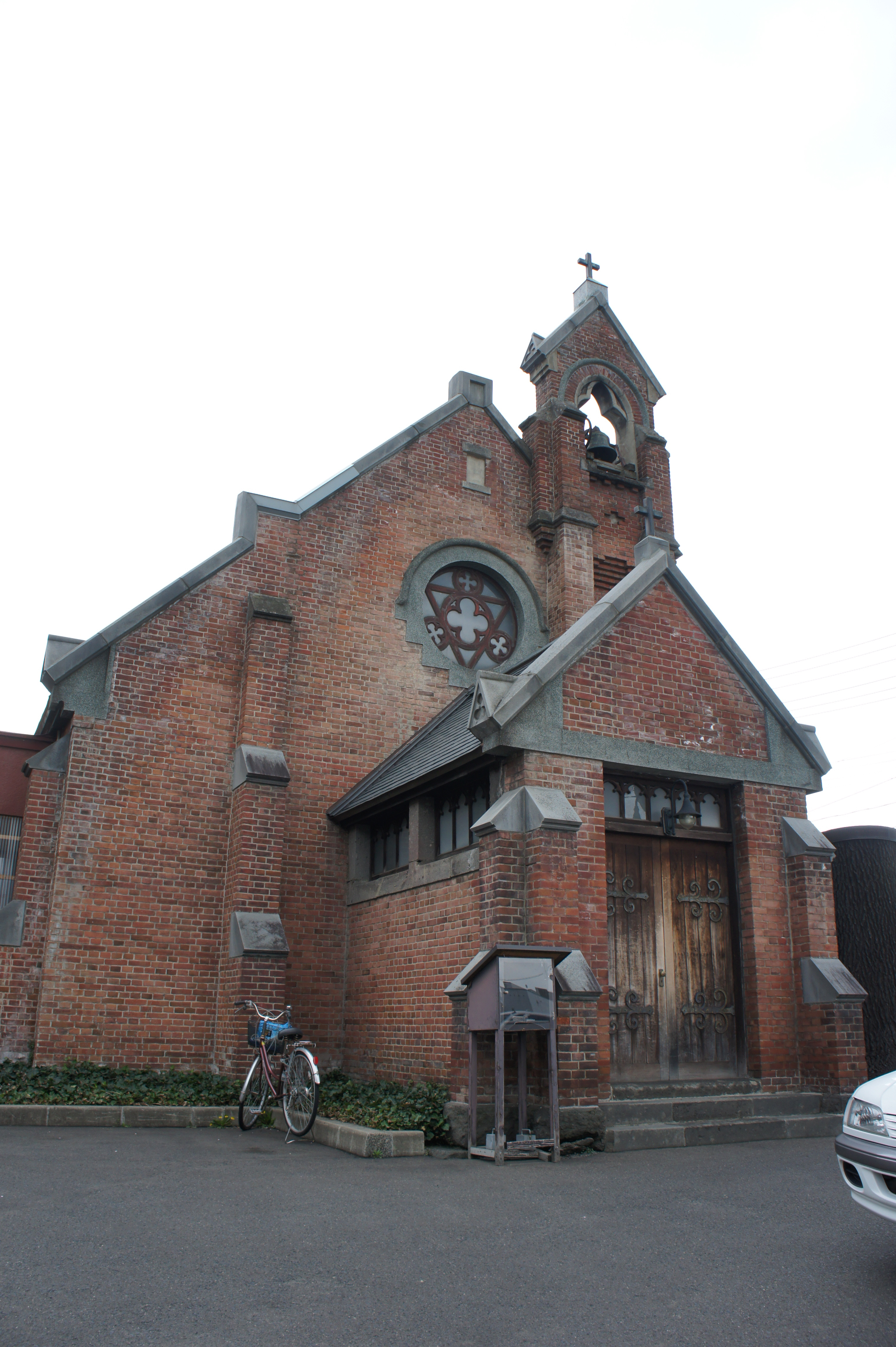
弘前昇天教会（日本聖公会）- 外部

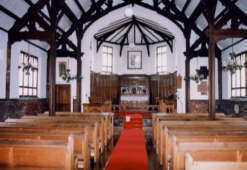
弘前昇天教会（日本聖公会）- 内部

日本聖公会弘前昇天教会教会堂（にほんせいこうかい ひろさきしょうてんきょうかい きょうかいどう）は、1920年（大正9年）に日本聖公会弘前昇天教会の教会堂として青森県弘前市に建設された建物。1993年（平成5年）県重宝に指定された。

## 概要
1920年（大正9年）に建設された当教会堂は、イギリス積みの赤レンガが特徴的な建物で、正面右寄りには鐘塔が配置され、外壁に控え壁を設けたゴシック建築である。内部は、チューダーアーチを描く梁とトラスの意匠や、白壁と柱・垂木・トラス・方杖の濃茶との色彩のコントラストが印象的である。明治時代にアメリカ婦人宣教師が持ち込んだといわれるアメリカ＝ショーニンガー社1882年～1883年製のリードオルガンが現役で使用されている。礼拝堂とナルティクスが襖で仕切られているところが日本の教会堂ならではといえる。
当教会は、1896年（明治29年）に青森聖アンデレ教会の司祭だったチャペル師が時々来弘し、民家を講義所として伝道が開始され、1898年（明治31年）にメードレー師が司祭として常駐することとなり、1900年（明治33年）にリムリック師のもと現在地に教会堂が建設された。現在の教会堂は、当時の司祭であったニコルス師のもとで改築され、設計は立教大学校校長を退任し建築家として日本各地の聖公会教会堂を設計していたアメリカ人建築家ジェームズ・ガーディナーが手がけ、施工は本人もクリスチャンだった林緑といわれている。

## 建築概要
- 設計 - ジェームズ・ガーディナー
- 竣工 – 1920年（大正9年）：献堂式を翌年に執り行っている
- 構造・規模 – 煉瓦造平屋建て屋根亜鉛鉄板葺き
- 所在地 - 〒036-8181  青森県弘前市山道町7-1
- 備考 – 青森県重宝（1993年（平成5年）4月指定）

## 交通アクセス
- 奥羽本線 弘前駅 からバスで7分、中土手町下車、徒歩5分
- 弘南鉄道大鰐線 中央弘前駅すぐ